# Daly River Road
Daly River Road - droga stanowa nr 28 o długości 240 km w Australii, na obszarze Terytorium Północnego. Łączy drogę Dorat Road, z miejscowością Wadeye położonej przy wybrzeżu morza Timor. Droga przebiega na południowym obrzeżu parku narodowego Litchfield.